# تاد چاوز
تاد چاوز (انگلیسی: Todd Chavez) (زادهٔ ۱۵ آوریل ۱۹۹۱) یک شخصیت خیالی از مجموعه انیمیشنی تلویزیونی نتفلیکس بوجک هورسمن است. این شخصیت توسط آرون پال صداگذاری شده و توسط رافائل باب وکسبرگ خلق شده‌است.